# Valentino Cottini
Valentino Cottini (* 1951) ist ein römisch-katholischer Theologe, Orientalist und Islamwissenschaftler.

## Leben

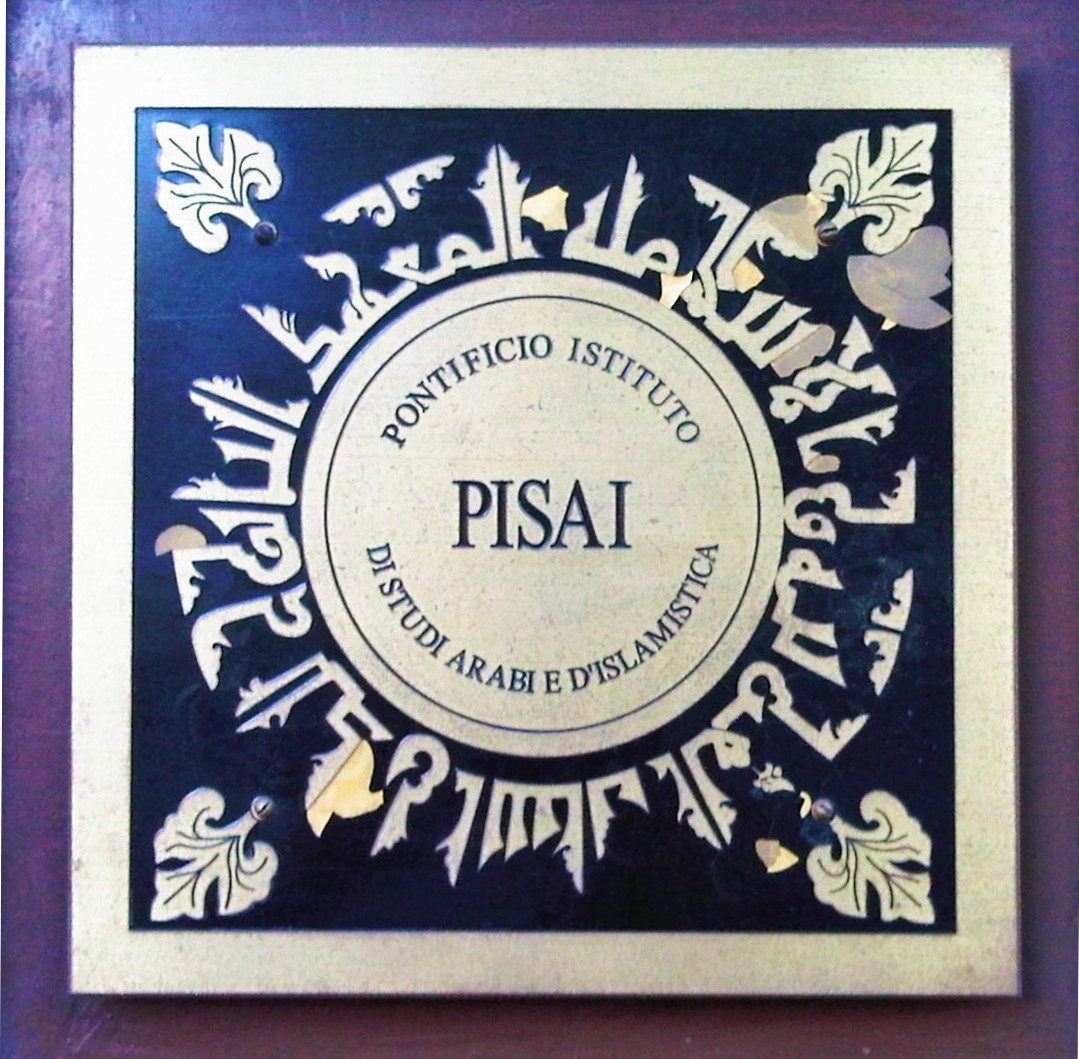
PISAI

Valentino Cottini studierte Philosophie und Katholische Theologie in Rom und Jerusalem. Nach seelsorgerischer Tätigkeit im Bistum Verona absolvierte er am Studium Biblicum Franciscanum in Jerusalem ein Doktoratsstudium mit bibelwissenschaftlichem Schwerpunkt und wurde zum Doktor der Theologie promoviert. Er hat seit 2005 eine Professur für muslimische Theologie, einem Fach der Islamwissenschaften, am Päpstlichen Instituts für Arabische und Islamische Studien (P.I.S.A.I.) inne. Er ist zudem seit 2007 als Professor an der Päpstlichen Akademie Alfonsiana und seit 2011 an der Päpstlichen Universität Urbaniana tätig. Er ist Herausgeber des Journal Islamochristiana.
2012 wurde er von Zenon Kardinal Grocholewski, Präfekt der Kongregation für das Katholische Bildungswesen, als Nachfolger von Miguel Ayuso Guixot MCCJ zum Rektor des Päpstlichen Instituts für Arabische und Islamische Studien (P.I.S.A.I.) ernannt. 2018 wurde Diego Ramón Sarrió Cucarella MAfr sein Nachfolger.